# MG R-type
La MG type R est une automobile produite par la marque anglaise de voitures de sport MG en 1935. Elle a été conçu pour la course et est un développement de la Q-type.
La voiture utilise une version à course courte (73 mm) du moteur à arbre à cames en tête à entraînement à engrenages en biseau du moteur de la Morris Minor et de la Wolseley 10 de 1928. Ce moteur avait déjà été très syntonisé pour une utilisation dans la Q-type, et a encore été modifié, en particulier dans la zone d'arrivée des gaz, pour améliorer la fiabilité. Équipé d'un compresseur Zoller, il produit 110 cv (82kW) à 7.200 tr/min. La boîte de vitesses à présélecteur a quatre rapports. À l'arrière, le différentiel dans son boîtier en aluminium est fixé sur le châssis et entraîne les roues par le biais d'arbres à glissière courts à cannelures glissantes et joints universels.
Le châssis en acier révolutionnaire en forme de Y avait un squelette divisé autour du moteur et de la boîte, et est très léger. La suspension est indépendante aux quatre roues, une première pour MG et, éventuellement, l'industrie automobile Britannique, et utilise des triangles et des barres de torsion longitudinales permettant un grand débattement de la roue pour permettre une bonne adhérence sur les pauvres surfaces d'un grand nombre de circuits de course contemporains, en particulier Brooklands. Des amortisseurs hydrauliques sont utilisés. Les freins à câble sont à tambour de 12 pouces (305 mm) et les roues fil à rayons sont sécurisées par un écrou de verrouillage central.
La carrosserie monoplace en aluminium avait l'apparence d'une miniature de Grand Prix, et a été conçue pour être facilement démontable.
La voiture a été proposée au public à 750 £ et la série initiale de dix exemplaires fut vendue à des clients choisis. Un autre lot a été envisagé, mais n'est jamais arrivé. Une voiture a changé de mains à une vente aux enchères en 2006 pour £130.000.
La première sortie sportive majeure était à Brooklands pour le Trophée International où une équipe de six voitures, y compris les trois d'usine, est alignée, mais le meilleur résultat a été une 6e place et aucune des voitures d'usine ne termina. On réalisa que la suspension donnait des problèmes, principalement l'arrière trop souple, et des solutions ont été proposées, mais tous les travaux durent être arrêtés lorsque le nouveau patron Leonard Lord ferma le Service Course  MG. Des privés s'alignèrent encore en course et les voitures d'usine furent vendues à la famille Evans, qui possédait déjà l'une des autres voitures.

La voiture de course M.G. R-type aujourd'hui
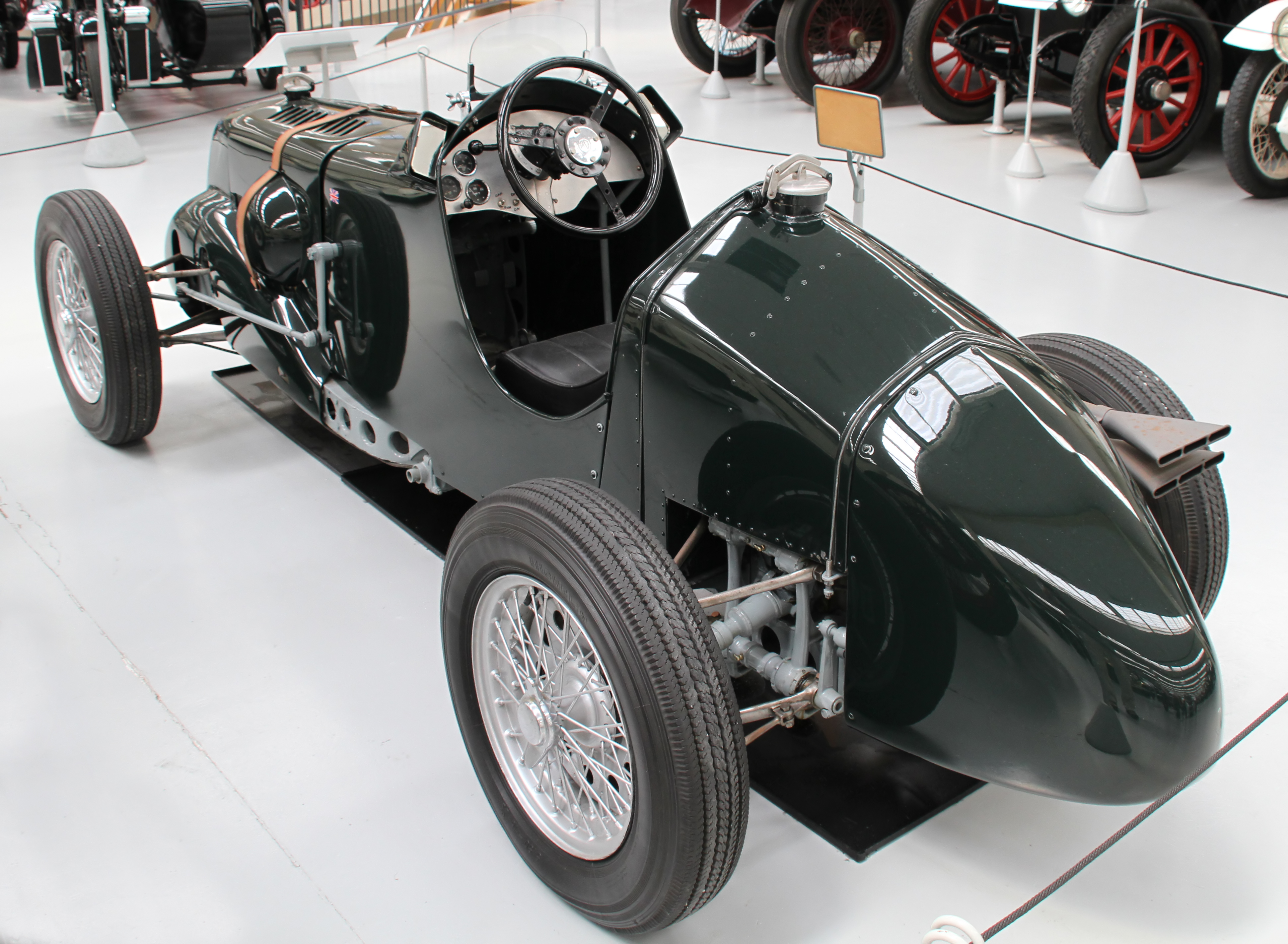
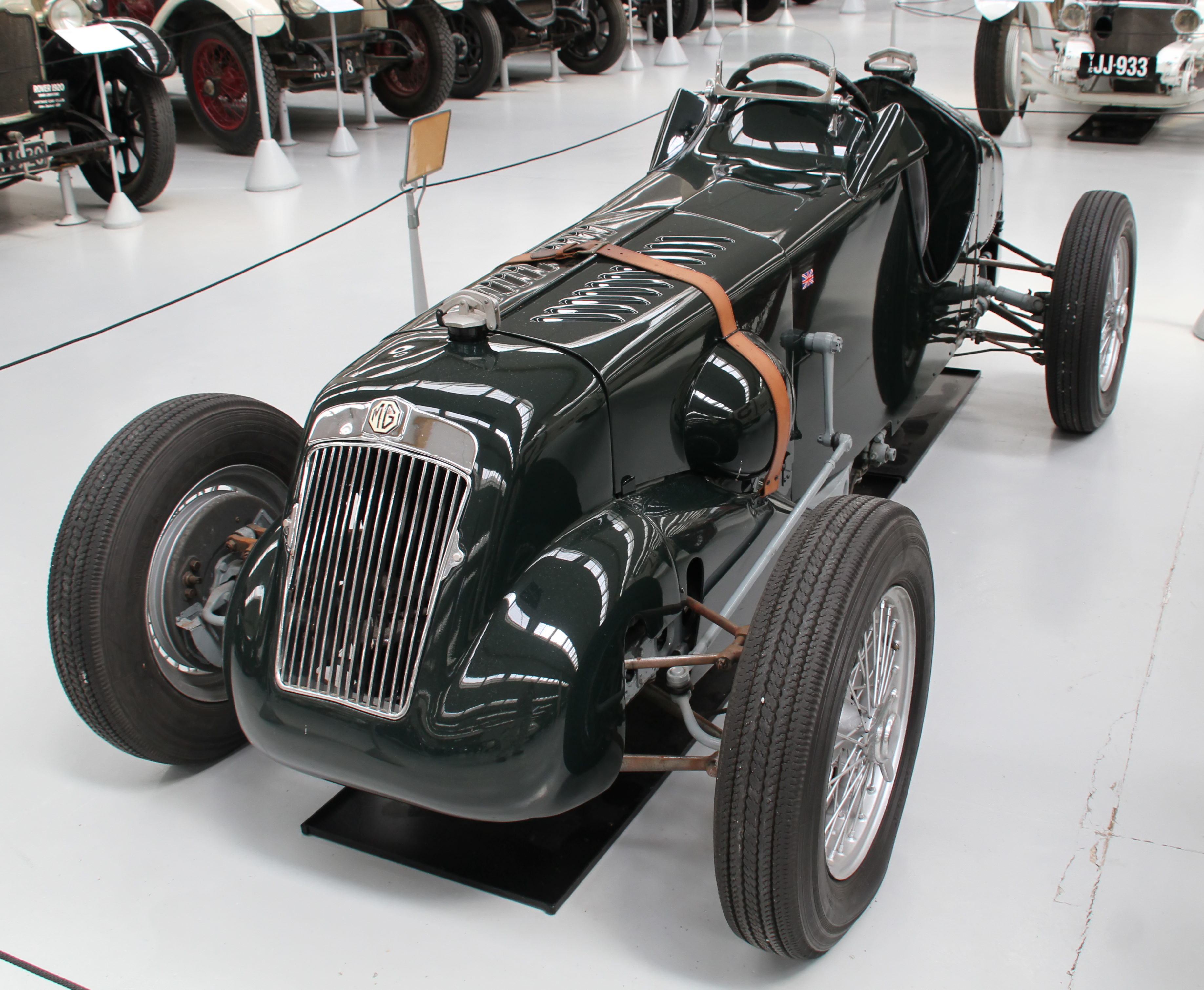